# Джордж Борба
Джордж Борба (італ. Giorgio Borba івр. ג'ורג' בורבה‎‎; нар. 12 липня 1944, Мачерата, Італія) — ізраїльський футболіст, виступав на позиції півзахисника.

## Життєпис

### Ранні роки
Під час Другої світової війни сім'я Борби втекла з лівійського Триполі до Італії. Його сім'ю заарештували фашисти й відправили до табору для військовополонених у Камерино, в центральній Італії. Джорджіо народився в місті Мачерата й став 5-ю (з 10-и) дитиною в сім'ї. Потім був переведений у концентраційний табір Фоссолі, а звідти до німецького Берґен-Бельзена.
Жертва Голокосту згадував що за тиждень до страти його та сім'ї був звільнений британськими військовослужбовцями. На згадку про те, що врятували йому життя та життя його сім'ї, змінив своє ім'я на «Георг» (або «Джордж») на честь короля Англії, Георга VI, а коли Джорджу було 4 роки, він іммігрував до Ізраїлю. Його брат Хаїм Борба протягом багатьох років працював водієм у Шимона Переса.

### Клубна кар'єра
Свою кар'єру гравця Борба розпочав у клубі «Хапоель-Північ» (Тель-Аіві), де його помітив Елі Фугс тренер «Хапоеля» (Тель-Авів), який і перевів його у 1964 році до першої команди, проте вже незабаром Елі перейшов до єрусалимського «Хапоеля». В сезоні 1964/65 років дебютував у її складі в Першій лізі чемпіонату Ізраїлю. У сезоні 1965/66 років разом з «Хапоелем» досяг свого першого успіху, вигравши національний чемпіонат. У сезоні 1968/69 років знову став переможцем чемпіонату Ізраїлю, а в сезоні 1971/72 років зобув Кубок Ізраїлю. Разом з «Хапоелем» також здобув три титули переможця Суперкубка Ізраїлю (1966, 1969, 1970). У складі «Хапоеля» відзначився 45-ма голами й  посідає 8-е місце в клубі серед найкращих бомбардирів клубу всіх часів.
У 1972 році Борба перейшов до «Хапоеля» (Рамат-Ган). А наступного сезону 1973/74 років виступав у «Маккабі» (Нетанья), з яким виграв чемпіонат Ізраїлю. У 1975 році перейшов до клубу «Шимшон» (Тель-Авів), у футболці якого в 1979 році й завершив кар'єру професіонального футболіста.

### Кар'єра в збірній
У футболці національної збірної Ізраїлю дебютував 3 грудня 1966 року в нічийному (0:0) товариському поєдинку зі збірною Польщі, який відбувся в Тель-Авіві на стадіоні «Блумфілд». Чотири дні по тому відзначився дебютним голом у футболці національної збірної, в товариському поєдинку проти Румунії. У 1968 році зіграв у трьох матчах Кубку Азії 1968: з Гонконгом (6:1), з Бірмою (0:1) та Тайванем (4:1). Ізраїль на тому турнірі посів третє місце. Того ж року Борба представляв Ізраїль на Олімпійських іграх у Мексиці.
У 1970 році Джордж був у складі збірної Ізраїлю на Чемпіонаті світу в Мексиці, але так і не вийшов на поле в жодному поєдинку.
З 1966 по 1973 рік у складі національної збірної Ізраїлю борба зіграв 37 матчів та відзначився 9-ма голами. 19 липня 1973 року зіграв останній (товариський) поєдинок у складі національної збірної, проти Уругваю.
19 березня 1968 року Кнесет обговорив питання про працевлаштування членів національної футбольної збірної Ізраїлю після звільнення з роботи Борби у відділі інжинірингових послуг Ізраїльської пошти (причиною цього були численні відпустки в навчальних цілях).

### По завершенні кар'єри
По завершенні кар'єри Джордж працював футбольним тренером, журналістом в газеті, водієм автомобіля. 5 серпня 1990 року Борба потрапив в автокатастрофу, в якій він був серйозно пошкодив праву руку. Його відмова виконати операцію по відновленню руки призвела до спору з страховою компанією Еліяху стосовно суми компенсації за ДТП. Рішення Верховного Суду у цій справі є одним із найчастіше згадуваних у справах компенсацій жертвам ДТП.

## Досягнення

### Клубні
«Хапоель» (Тель-Авів)
- Ліга Леуміт
  -  Чемпіон (2): 1965/66, 1968/69

- Кубок Ізраїлю
  -  Володар (1): 1971/72

- Суперкубок Ізраїлю
  -  Володар (3): 1966, 1969, 1970

- Кубок азійських чемпіонів
  -  Володар (1): 1967

Маккабі (Нетанья)
- Ліга Леуміт
  -  Чемпіон (1): 1973/74

### Збірні
- Бронзовий призер Кубка Азії: 1968